# 刘汉乡
刘汉乡，是中华人民共和国河北省邯郸市永年区下辖的一个乡镇级行政单位。

## 行政区划
刘汉乡下辖以下地区：
刘汉一村、刘汉二村、刘备村、白塔村、宁屯村、冀尹固村、刘固一村、刘固二村、刘固三村、刘固四村、韩店村、北尹固村、北陈村、榆林村、寨里村、武庄村和姚村。
乡政府驻地：刘汉村
人口：4.1万
区号：0310 　
邮编：057150